# Монпельє (аеропорт)
Аеропорт Монпельє — Середземномор'є, також відомий як аеропорт Фрежорг (фр. Aéroport de Montpellier-Méditerranée, (IATA: MPL, ICAO: LFMT)) — аеропорт на півдні Франції. Розташований за 7 км  ESE від Монпельє муніципалітет Могіо, департамент Еро, регіон Лангедок-Русійон, Франція. Аеропорт відкрито в 1946 році.
В аеропорту розташований кампус Національного університету цивільної авіації Франції.
На аеродромі розташований кампус ENAC (університет цивільної авіації Франції).

## Авіалінії та напрямки, травень 2023

### Пасажирські
| Авіакомпанія          | Пункт призначення |
| --------------------- | --- |
| Air Algérie           | Алжир, Оран |
| Air Arabia Maroc      | Касабланка, Фес, Надор Сезонний: Уджда (з 22 червня 2023)                                                                                 |
| Air France            | Париж-Шарль де Голль |
| British Airways       | Лондон–Гатвік |
| easyJet               | Базель-Мюлуз-Фрайбург, Лондон-Гатвік Сезонний: Лондон-Лутон                                                                               |
| Eurowings Discover    | Сезонний: Франкфурт (з 23 червня 2023) |
| KLM                   | Амстердам |
| Luxair                | Люксембург |
| Norwegian Air Shuttle | Сезонний: Копенгаген |
| Royal Air Maroc       | Касабланка |
| Scandinavian Airlines | Сезонний: Копенгаген, Стокгольм–Арланда (з 3 липня 2023)                                                                                  |
| Transavia             | Алжир, Лісабон, Мадрид, Марракеш, Нант, Оран, Париж–Орлі, Ренн, Севілья, Туніс Сезонні: Афіни, Берлін, Іракліон, Рим–Ф’юмічіно, Роттердам |
| Volotea               | Брест, Кан Лілль, Нант, Страсбург Сезонний: Аяччо, Бастія                                                                                 |

## Статистика
Див. джерело запитів Вікіданих та джерела.
| Рік  | Пасажирообіг | Не low cost | Авіатрафік    |
| ---- | ------------ | ----------- | ------------- |
| 2017 | 1 849 572    | 679 148     | 101 637       |
| 2016 | 1 671 086    | 577 198     | 88 480        |
| 2015 | 1 510 170    | 507 965     | 91 776        |
| 2014 | 1 445 334    | 464 170     | 80 708        |
| 2013 | 1 422 793    | 441 388     | 86 666        |
| 2012 | 1 288 215    | 397 819     | 89 261        |
| 2011 | 1 313 276    | 378 980     | 117 911       |
| 2010 | 1 180 448    | 275 341     | 103 808       |
| 2009 | 1 225 204    | 270 407     | 92 874        |
| 2008 | 1 256 391    | 235 611     | 90 938        |
| 2007 | 1 286 875    | 192 198     | 98 282        |
| 2006 | 1 323 433    | 237 472     | 98 618        |
| 2005 | 1 310 913    | 224 877     | 83 179        |
| 2004 | 1 327 383    | 199 588     | 84 114        |
| 2003 | 1 568 382    | 0           | 89 620        |
| 2002 | 1 565 755    | 0           | 85 296        |
| 2001 | 1 546 213    | 0           | 91 484        |
| 2000 | 1 750 029    | 0           | 104 570       |
| 1999 | 1 636 787    | 0           | non renseigné |
| 1998 | 1 534 335    | 0           | non renseigné |
| 1997 | 1 413 100    | 0           | non renseigné |

## Наземний транспорт
- Автобус-шаттл № 120 прямує від аеропорту до трамвайної зупинки Place de l'Europe (приблизно 15 хвилин, 1.60 € в одну сторону на дорослого, діти до 5 - безкоштовно).
- трамвай № 1  прямує до центрального вокзалу Montpellier St Roch